# Spitze-Hacke-Technik
Die Spitze-Hacke-Technik ist eine Fußbewegung, mit der Autofahrer und insbesondere Rennfahrer bremsten und gleichzeitig mit Zwischengas zurückschalteten. Zwischengas war beim Zurückschalten nicht synchronisierter Getriebe nötig, um die Getriebewelle auf die Motordrehzahl des niedrigeren Ganges zu beschleunigen. Angewandt wurde die Technik hauptsächlich zum Verzögern aus hoher Geschwindigkeit vor Kurven, wenn bloßes Zurückschalten oder Zurückschalten und Bremsen nacheinander nicht schnell genug die nötige Wirkung erzielt hätten.
Bei Fahrzeugen mit stehenden Pedalen in der üblichen Reihenfolge Kupplung, Bremse, Gas war der Ablauf wie folgt:
- rechter Fuß bzw. Fußballen mit einer leichten Linksdrehung auf das Bremspedal,
- Auskuppeln und in den Leerlauf schalten,
- Einkuppeln und mit der Ferse bzw. dem Absatz Zwischengas geben,
- Auskuppeln und niedrigeren Gang einlegen,
- Einkuppeln, Bremse loslassen und Gas geben.

Der Vorgang lief bei entsprechender Übung blitzschnell ab, vor allem, wenn das Aus- und Einkuppeln ausgelassen wurde. Bei vorausschauender und der Situation angepasster Fahrweise im Straßenverkehr brauchte und sollte die Spitze-Hacke-Technik nicht angewandt werden. Mit hängenden Pedalen ist sie ohnehin kaum möglich. Der Journalist und Rennfahrer Richard von Frankenberg schrieb schon um 1960 in seinem Buch Hohe Schule des Fahrens: „Der Idealfall ist der, daß man eine Kurve nur mit Zurückschalten ‚anbremst‘. Wenn aber mein Zurückschalten allein nicht ausreicht, muß ich außerdem auf die Bremse. …“ 
Um die Spitze-Hacke-Technik zu erleichtern und kräftiger bremsen zu können, hatten Renn- und Sportfahrzeuge der Vorkriegszeit und der ersten Jahre nach dem Krieg zum Teil das Gaspedal in der Mitte zwischen Kupplungs- und Bremspedal. Der Fahrer setzte den Absatz auf das Bremspedal und mit der Fußspitze gab er Gas.
In der Einleitung seines Buchkapitels Das Spitze-Hacke-Spiel schrieb Richard von Frankenberg: „Die von der Vollautomatisierung Träumenden werden sagen: ein Unsinn, von ‚Spitze–Hacke‘ zu sprechen, wo doch die Automatisierung auf uns zukommt; …“ Diese Automatisierung gibt es inzwischen seit Langem, und auch im aktuellen Rennsport muss niemand mehr die Spitze-Hacke-Technik beherrschen.

## Quelle
Richard von Frankenberg: Hohe Schule des Fahrens. 6. Auflage, Motor-Presse-Verlag, Stuttgart 1961, S. 193–197.